# Mario Fargetta
Mario Fargetta (né le 19 juillet 1962 à Lissone en Italie) et un DJ, compositeur, réalisateur artistique, remixeur italien. Il a participé à de nombreux projets dance, il est connu pour être un membre du projet The Tamperer featuring Maya avec le tube Feel It (1998). Depuis 2005, il utilise le pseudonyme Get Far, une allusion à son nom de famille et à son désir de prendre une direction musicale des musiques italiennes des années 1980.
Sous Get Far, son single Radio a atteint aux États-Unis, la première place du Hot Dance Airplay en août 2010.

## Biographie
Mario Fargetta commence sa carrière de DJ et à remixer dès l'âge de 16 ans. Il attire alors l'intérêt et l'attention de divers artistes à travers l'Europe. En 1992, il sort son premier single sous son vrai nom intitulé Music. En parallèle, il est DJ sur la radio italienne Radio DeeJay, où il anime une émission musicale.
En 1997, il fait son apparition sur l'album compilation Dancemania et Dancemania 4. Il mixe ensuite pour l'album de la même série Dancemania 5.
En 2004, il compose la musique pour la télévision italienne d'Un chant de Noël.
En 2006, il se marie avec l'actrice et personnalité italienne Federica Panicucci.

## Discographie
Sous Fargetta
- Music (1992) - UK #34[3]
- The Music Is Movin (1992) - UK #74[3]
- Your Love (1993)
- This Time (Sexy Night) (1994)
- Midnight (1995)
- Party Over Here (1996)
- The Beat Of Green (May Day - May Day) (1996)
- Deejay Parade (1997)
- Mr. Movin (1997)
- You Got It (1997)
- I Will Rise Again (2001)
- Good Times (2002)
- I'm Leaving You (2002)
- Cantare Sognare (2003)
- People On The Beat (2003)
- Play This Song (2004)
- I Don't Know Why (2005)
- No Matter (2007)

Sous The Tamperer featuring Maya
- Feel It (1998) #1 UK[4]
- If You Buy This Record (Your Life Will Be Better) (1998) #3 UK[4]
- Step Out (1999)
- Hammer to the Heart (1999) #6 UK[4]
- Feel It 2008 (2008)

Sous Get Far
- Music Turns Me On (2006)
- Shining Star (2007) #17 FR
- All I Need (2008)
- The Radio (Featuring H-Boogie) (2009) #1 US Hot Dance Airplay
- Free (2010)
- The Champions Of The World (2011)